# Anomioidea
Super-famille
Les Anomioidea sont une super-famille de mollusques bivalves.

## Liste des familles
Selon World Register of Marine Species (24 septembre 2013) :
- famille Anomiidae Rafinesque, 1815
- famille Placunidae Rafinesque, 1815